# Rotger von Raesfeld
Rotger von Raesfeld (* im 16. Jahrhundert; † 1575) war Domherr in Münster.

## Leben
Rotger von Raesfeld entstammte dem westfälischen Adelsgeschlecht von Raesfeld, aus dem zahlreiche namhafte Persönlichkeiten hervorgegangen sind. Dessen Mitglieder gehörten dem katholischen Glauben an. Er war der Sohn des Wilbrand von Raesfeld zu Empte und dessen Gemahlin Margarethe von Wischel. Sein Onkel Gottfried von Raesfeld war Domdechant. Seine Brüder Heinrich und Johann waren Domherren in Münster. Das Domkapitel setzte Rotger im Jahre 1564 in den Besitz der Dompräbende des Johann Schencking, ohne dessen Ansprüche zu berücksichtigen. Er war auch Kanoniker in St. Ludgeri. Als er am 12. September 1573 vom Domkapitel wiederum die Zusage auf Schenckings Pfründe erhielt, gelobte er am Tag darauf, die Kosten für das Verfahren zu erstatten, falls er in den Besitz der Präbende des verstorbenen Domherrn Bernhard von Münster gelangen würde. Sein Vater verbürgte sich für ihn, so dass er tags darauf in den Besitz der Präbende kam. Rotger starb 1575 an der grassierenden Pest.